# Arthur Giesl von Gieslingen
Arthur Johann Baptist Anton Freiherr Giesl von Gieslingen (Krakow, 19. lipnja 1857. – Beč, 3. prosinca 1935.) je bio austrougarski general i vojni zapovjednik. Tijekom Prvog svjetskog rata zapovijedao je VIII. korpusom na Balkanskom bojištu

## Vojna karijera
Arthur Giesl von Gieslingen je rođen 19. lipnja 1857. u Krakowu. Najstariji je sin generala topništva Heinricha Karla Giesl von Gieslingena i njegove prve žene Emilie. Arthur je pohađao kadetsku školu u Eisenstadtu, te je po završetku iste pohađao Terezijansku vojnu akademiju. Nakon završetka Terezijanske vojne akademije s činom poručnika u koji je promaknut u rujnu 1875., služi u 2. dragunskoj pukovniji. Potom pohađa Vojnu akademiju u Beču, da bi nakon toga služio u stožeru 18. konjičke brigade. U navedenoj brigadi nalazi se na službi do studenog 1883. kada je premješten u stožer 25. pješačke divizije. U studenom 1884. promaknut je u čin satnika.
U travnju 1887. imenovan je za pobočnika austrougarskog prijestolonasljednika princa Rudolfa. Nakon prijestolonasljednikova samoubojstva u dvorcu Mayerling, u svibnju 1891. unaprijeđen je u čin bojnika, te imenovan pobočnikom cara Franje Josipa. U travnju 1892. premješten je na službu u stožer konjičke divizije smještene u Lembergu, da bi potom služio u 3. ulanskoj pukovniji gdje je u svibnju 1894. unaprijeđen u čin potpukovnika. U siječnju 1896. imenovan je načelnikom stožera VIII. korpusa sa sjedištem u Pragu, da bi u svibnju 1897. bio promaknut u pukovnika. U lipnju 1898. imenovan je načelnikom obavještajnog odjela ministarstva rata koju dužnost obnaša do travnja 1903. kada postaje zapovjednikom 10. pješačke divizije nakon čega je u svibnju promaknut u čin general bojnika.
U rujnu 1905. imenovan je ravnateljem Terezijanske vojne akademije u Bečkom Novom Mjestu na čijem čelu je bio idućih pet godina. U međuvremenu je, u studenom 1907., unaprijeđen u čin podmaršala. Nakon toga, u travnju 1910. preuzima zapovjedništvo nad 29. pješačkom divizijom da bi u listopadu 1912. postao zapovjednikom VIII. korpusa uz istodobno promaknuće u čin generala konjice. Na navedenoj dužnosti dočekuje i početak Prvog svjetskog rata.

## Prvi svjetski rat
Na početku Prvog svjetskog rata VIII. korpus se nalazio u sastavu 5. armije kojom je na Balkanskom bojištu zapovijedao Liborius von Frank. Zapovijedajući VIII. korpusom Giesl sudjeluje u prvoj invaziji na Srbiju. Giesl tako 11. kolovoza prelazi Drinu, te napreduje u smjeru Valjeva. Međutim, na planini Cer suprotstavlja mu se srpska 2. armija pod zapovjedništvom Stepe Stepanovića, te u Cerskoj bitci nanosi poraz VIII. korpusu koji se morao povući, te 24. kolovoza u potpunosti napušta srpski teritorij.

Giesl 8. rujna ponovno napada srpske jedinice u drugoj invaziji na Srbiju. Naređuje 21. landšturmskoj diviziji da napadne srpski mostobran kod Parasnice, ali navedena divizija nakon mjesec dana krvavih borbi ne uspijeva potisnuti srpske snage. Neuspjeh u borbama protiv srpskih jedinica uzrokovao je Gieselovu smjenu koji s mjesta zapovjednika VIII. korpusa smijenjen 10. listopada 1914. godine. Na mjestu zapovjednika VIII. korpusa zamijenio ga je podmaršal Viktor von Scheuchenstuel.
Nakon smjene Giesl je stavljen na raspolaganje, te je primao polovicu plaće boraveći u Beču. Godine 1917. odlukom cara Karla je reaktiviran, te je do kraja rata obnašao dužnost u stožeru za pričuvne jedinice.

## Poslije rata
Nakon završetka rata Giesl je s 1. siječnjem 1919. umirovljen, te je povučeno živio u Beču. Godine 1928. postaje počasnim predsjednikom udruge koja je okupljala časnike koji su završili Terezijansku vojnu akademiju. Nakon njegove smrti na tom mjestu ga je zamijenio Rudolf von Brudermann.
Preminuo je 3. prosinca 1935. u 79. godini života u Beču gdje je i pokopan. Od srpnja 1887. bio je oženjen s Helenom Virginiom Comploier s kojom je imao dvije kćeri.

## Vanjske poveznice
(eng.) Arthur Giesl von Gieslingen na stranici Austro-Hungarian-Army.co.uk

(eng.) Arthur Giesl von Gieslingen na stranici Oocities.org